# ایلویس
ایلویس (انگلیسی: ILWIS) سرواژه Integrated Land and Water Information System به معنی سامانه یکپارچه اطلاعات زمین و آب، نرم‌افزار آزاد سامانه اطلاعات جغرافیایی و سنجش از دور برای پردازش‌های برداری و تصویری است. این نرم‌افزار قادر به رقومی‌سازی، ویرایش، تحلیل و نمایش داده‌ها و تولید نقشه است. نرم‌افزار ایلویس در سال ۱۹۸۸ در کشور هلند توسعه یافته و از اول ژوئیه ۲۰۰۷ با مجوز پروانه عمومی همگانی گنو منتشر شده است.
این نرم‌افزار به صورت رسمی فقط بر روی سیستم عامل مایکروسافت ویندوز اجرا می‌شود.